# Nick Garcia
Nick García (nacido el 9 de abril de 1979 en Plano, Texas) es un futbolista estadounidense que actualmente juega para el Toronto FC de la Major League Soccer.

## Trayectoria
| Período   | Club                           |
| --------- | ------------------------------ |
| 1997-1999 | Indiana University Bloomington |

| Período | Club                | Partidos (goles) |
| ------- | ------------------- | ---------------- |
| 2000-   | Kansas City Wizards | 191 (1)          |

| Período | Selección      | Partidos (goles) |
| ------- | -------------- | ---------------- |
| 2003-   | Estados Unidos | 6 (0)            |

- Datos: Q1993795